# بن کرستن
بن کرستن (انگلیسی: Ben Kersten؛ زادهٔ ۲۱ سپتامبر ۱۹۸۱) دوچرخه‌سوار اهل استرالیا است.
وی در مسابقات کشوری و بین‌المللی در مجموع برندهٔ ۱ مدال طلا، ۱ مدال نقره شده‌است.